# Donkey Kong (серия игр)
Donkey Kong (яп. ドンキーコング Донки: Конгу) — серия видеоигр, созданная Сигэру Миямото и компанией Nintendo. Главным героем всех игр серии является человекоподобная обезьяна Донки Конг. Большинство игр серии выполнено в жанре платформера.

## Игры

### Аркадные
- Donkey Kong (1981)
- Donkey Kong Jr. (1982)
- Donkey Kong 3 (1983)
- Donkey Kong: Jungle Fever (2005)
- Donkey Kong: Banana Kingdom (2006)

### NES/Famicom
- Donkey Kong (1983)
- Donkey Kong Jr. (1983)
- Donkey Kong Jr. Math (1983)
- Donkey Kong 3 (1984)
- Donkey Kong Classics (1988)

### Super NES/Super Famicom
- Donkey Kong Country (1994)
- Donkey Kong Country 2: Diddy's Kong Quest (1995)
- Donkey Kong Country 3: Dixie Kong's Double Trouble! (1996)

### Nintendo 64
- Diddy Kong Racing (1997)
- Donkey Kong 64 (1999)

### GameCube
- Donkey Konga (2003)
- Donkey Konga 2 (2004)
- Donkey Kong Jungle Beat (2004)
- Donkey Konga 3: Tabe-houdai! Haru Mogitate 50 Kyoku (2005)

### Nintendo Wii
- Donkey Kong Barrel Blast (2007)
- New Play Control! Donkey Kong Jungle Beat (2008)
- Donkey Kong Country Returns (2010)

### Nintendo 3DS
- Donkey Kong Country Returns 3D (2013)

### Nintendo Wii U
- Donkey Kong Country: Tropical Freeze (2014)
- Mario vs. Donkey Kong: Tipping Stars (2015)

### Nintendo Switch
- Donkey Kong Country: Tropical Freeze (2018)
- Donkey Kong Country Returns HD (2025)

### Nintendo Switch 2
- Donkey Kong Bananza (2025)

## История
Первая игра серии — Donkey Kong — была выпущена в 1981 году в виде аркадного игрового автомата. В ней Донки Конг был представлен отрицательным персонажем, а игрок управлял плотником по имени Джампмен, ставшим впоследствии известным как водопроводчик Марио — герой одной из самых крупных серий видеоигр. Игра представляла собой одноэкранный платформер, в котором герою нужно было добраться до верха экрана, перепрыгивая бочки. Игра получила ряд прямых продолжений и была портирована на некоторые домашние игровые системы.
В 1994 году английская компания Rare разработала для Nintendo игру Donkey Kong Country, выпущенную эксклюзивно на игровой консоли Super Nintendo. Эта игра представляла собой традиционный для того времени платформер с прокруткой экрана и стала первой игрой серии, в создании которой не участвовал Сигэру Миямото. Разработчиком игры выступил один из сооснователей Rare — Тим Стампер. Особенностью игры являлось использование пререндеренной трёхмерной графики, созданной на рабочих станциях Silicon Graphics. Игра получила два прямых продолжения, а также упрощённую серию из трёх игр для портативной игровой консоли Game Boy.
В ноябре 1999 года была выпущена игра Donkey Kong 64, разработанная Rare эксклюзивно для игровой консоли Nintendo 64. Она стала первой игрой серии, использующей трёхмерную графику.